# Mar (náutica)

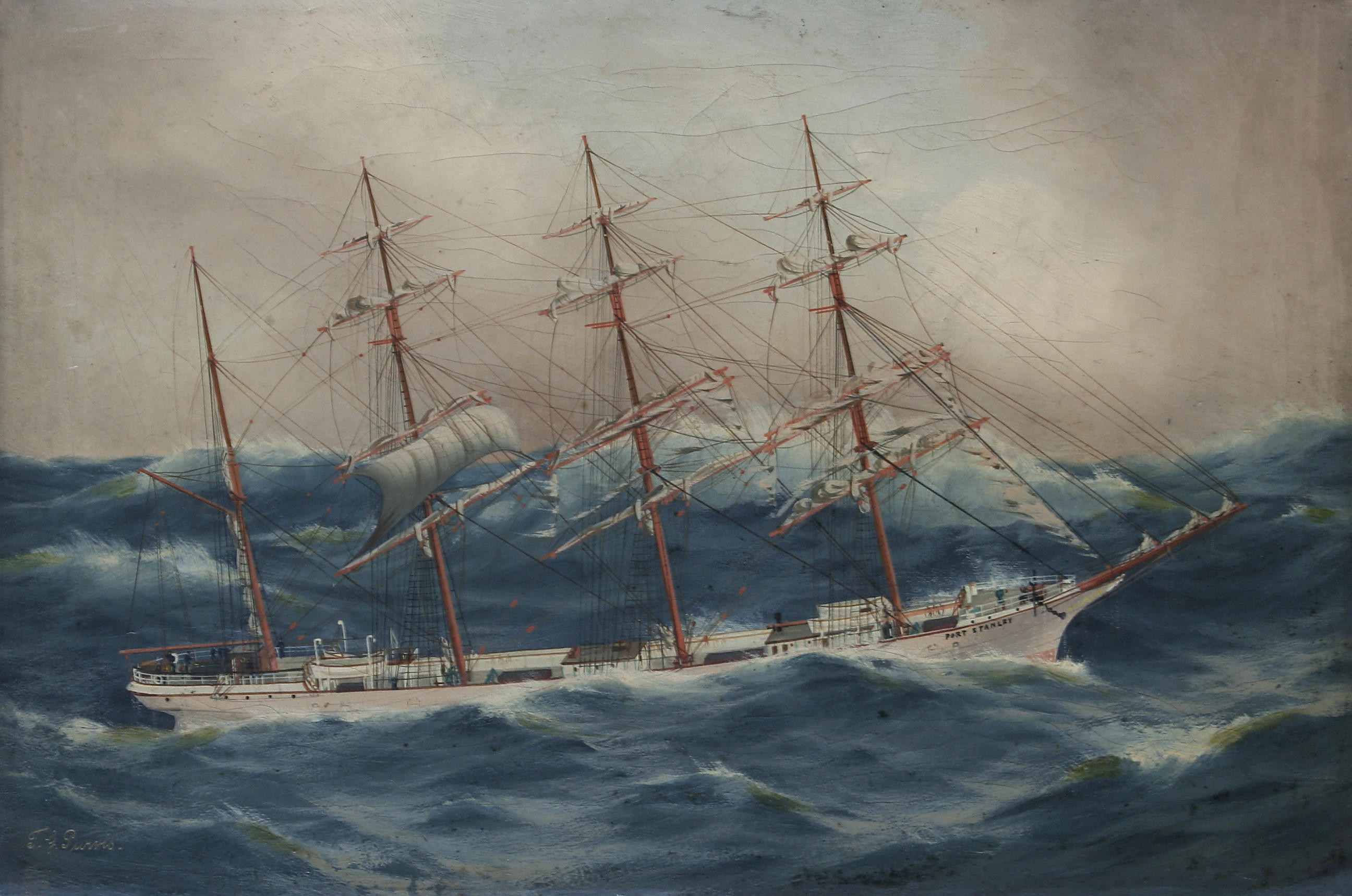
Marejada

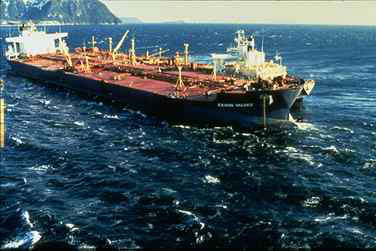
Mar picado

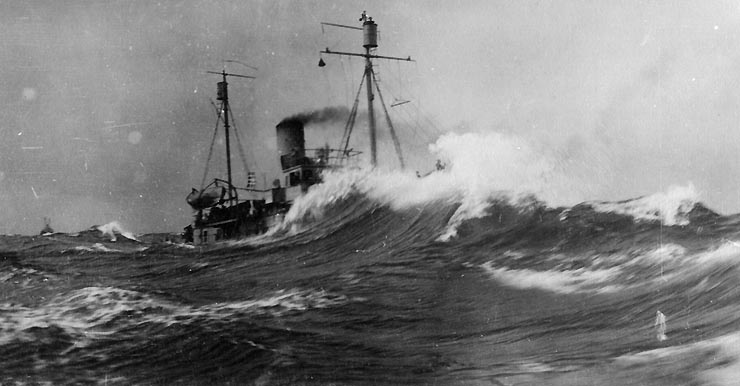
Mar de capillo

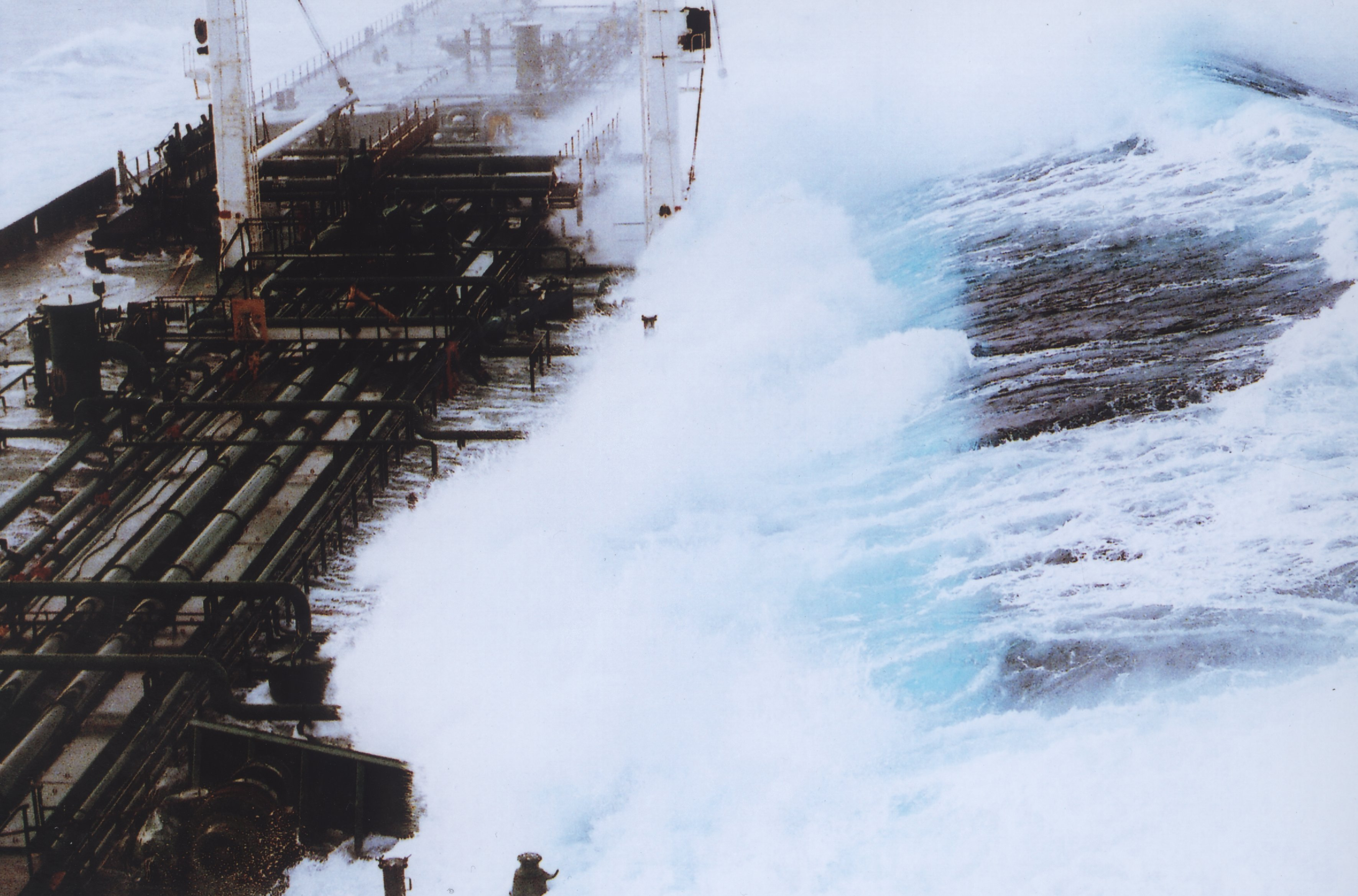
Mar de costado o de través

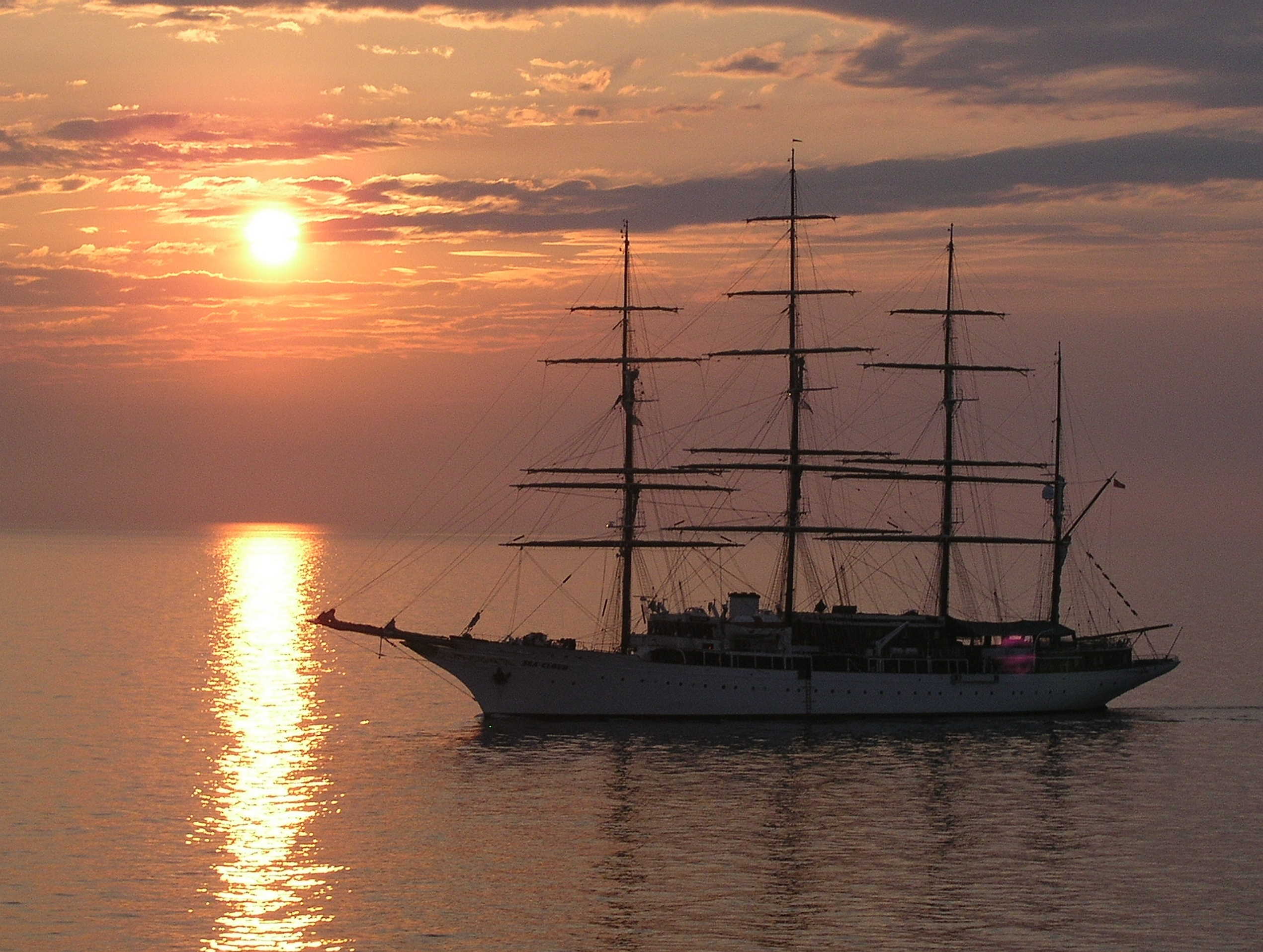
Mar bonanza o en calma

En náutica, se entiende por mar a la agitación misma del mar o el conjunto de sus olas causadas por el viento e incluso, la elevación de estas propias olas y también cada una de ellas. 
Se usa mucho en plural, y se denomina igualmente marejada, oleaje u olaje, oleada y oleo, aunque estas cuatro últimas no son propiamente marinas. En este sentido y considerada su elevación o volumen y su velocidad o fuerza, se distingue:
- mar llana
- mar cabrilleada
- mar picado, cuando el viento ha comenzado a levantar olas
- mar gruesa, arbolada o ampollada, marejada
- mar cava o cavada, se dice de la mar en referencia a los hoyos u hondonadas que dejan entre sí las olas
- mar encrespada, mar alterada con olas elevadas por la fuerza del viento
- mar larga o tendida
- mar sorda, mar o marejada más o menos gruesa que a veces se experimenta en dirección diferente del viento reinante
- mar de leva
- mar de capillo, mar que forma montañas piramidales de agua que revienta en su vértice y se encapilla dentro del buque
- mar de fondo, movimiento de olas que se propaga fuera de su zona de generación

Con respecto a su dirección se distinguen:
- mar de popa
- mar de proa
- mar de mura
- mar de anca
- mar de costado o de través
- mar del viento o de tal rumbo
- mares encontradas

## Expresiones relacionadas
- Mar bonanza, en calma , en leche o de leche; mar como un plato, como un espejo, como una balsa de aceite, etc., son todas expresiones que denotan la tranquilidad más o menos absoluta o perfecta del mar por efecto de la calma. Lo mismo significa la anticuada voz de mar de donas.
- Mar ancha, mar brava: la gran mar.
- Levantar, meter mar (el viento): impulsar el viento el mar hasta hacerle formar olas.
- Hacerse, echarse, meterse a la mar: salir del puerto y separarse de la costa; lo mismo que largarse.
- Correr la mar: navegar sin destino fijo como hacen los piratas.
- Aguantarse con la mar: mantenerse el buque marinero o desembarazado a pesar de la gruesa mar que procura inclinarlo y hacerle derivar. También se dice del que lo manda y se mantiene sin arribar.
- Navegar con la mar, seguir con el buque la dirección que esta lleva.
- Sortear la mar o las mares. Arribar y orzar alternativamente para evitar que los golpes de mar rompan sobre el costado e inunden el buque.
- Huir de las mares o huirle a la mar. Navegación con el viento en popa para evitar los golpes de mar en un temporal
- De mar en través: posición de la nave en que no navega pudiendo hacerlo para capear un temporal o esperar otra nave.
- Sobre mar: mod. adv. que significa estar en la mar o hallarse embarcado
- A la mar madera, leña: refrán que equivale al de barco grande, ande o no ande.